# خارماهی دهان‌کوچک
خارماهی دهان‌کوچک با نام علمی Micropterus dolomieu، گونه‌ای از ماهیان آب شیرین متعلق به تیرهٔ خورشیدماهیان آب شیرین است. این ماهی بومی شرق آمریکای شمالی است و یکی از گونه‌های محبوب برای ماهی‌گیری تفریحی به‌شمار می‌رود.
خارماهی دهان‌کوچک یک شکارگر فرصت‌طلب است که از حشرات، سخت‌پوستان، کرم‌ها، دوزیستان و ماهیان کوچک تغذیه می‌کند.
این گونه به‌دلیل رفتار تهاجمی در هنگام صید، قابلیت پرش از آب، و مقاومت بالا در برابر کشیده شدن به بیرون، محبوب ماهی‌گیران ورزشی است. برخی مناطق آن را برای کنترل زیستی یا صید ورزشی در آب‌های غیر بومی رهاسازی کرده‌اند، گرچه این موضوع گاه منجر به آسیب به اکوسیستم‌های محلی شده است.

## مشخصات ظاهری
خارماهی دهان‌کوچک بدنی دوکی‌شکل با رنگ قهوه‌ای مایل به سبز دارد و خطوط راه‌راه تیره‌ای بر روی بدنش دیده می‌شود. دهان آن نسبت به گونهٔ نزدیک‌تری به نام خارماهی دهان‌بزرگ کوچک‌تر است و انتهای دهانش معمولاً به پشت چشم نمی‌رسد.

## زیستگاه
این ماهی به‌طور طبیعی در رودخانه‌ها، نهرها و دریاچه‌های زلال با جریان ملایم زندگی می‌کند. ترجیح می‌دهد در مناطقی با کف سنگلاخی یا شنی، پوشش گیاهی کم و دمای متوسط تا خنک اقامت داشته باشد. این گونه در بسیاری از نقاط آمریکا، کانادا و حتی مناطق غیر بومی به‌صورت مصنوعی معرفی شده است.

## زادآوری
زادآوری آن‌ها در بهار و اوایل تابستان رخ می‌دهد. نرها در بستر رود یا دریاچه لانه می‌سازند و پس از تخم‌ریزی ماده، وظیفهٔ نگهداری از تخم‌ها را بر عهده دارند.